# Kieferntriebwickler

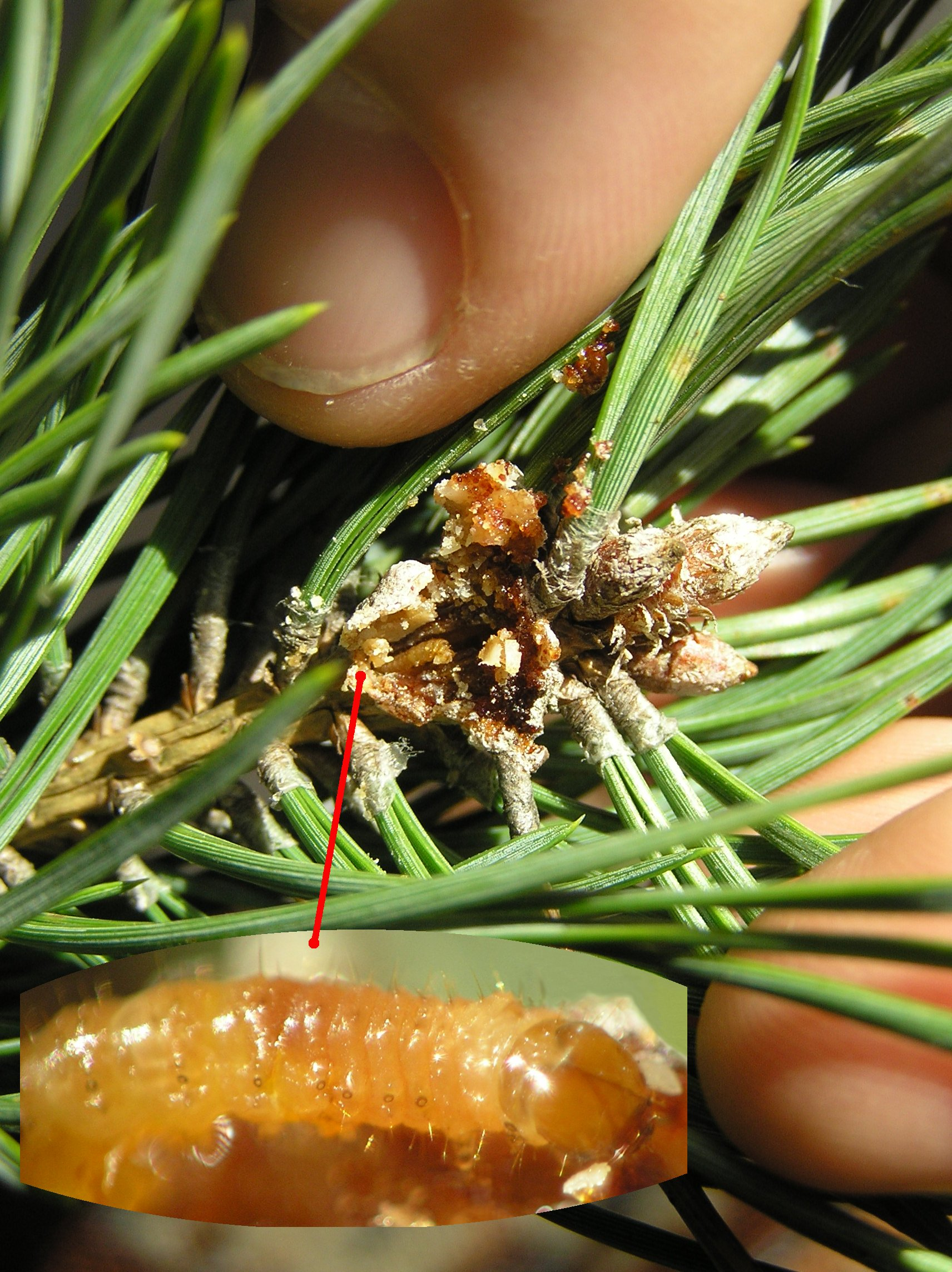
Die Raupe von Rhyacionia buoliana

Der Kieferntriebwickler (Rhyacionia buoliana), auch als Kiefern-Knospentriebwickler bekannt, ist ein Schmetterling aus der Familie der Wickler (Tortricidae).

## Merkmale
Die Imago (das erwachsene Tier) ist ein kleiner Schmetterling mit trapezförmigen Vorderflügeln, die rostrot gefärbt und silbrigweißen Querstreifen gemustert sind. Am Rand haben sie kurze Fransen. Seine Hinterflügel tragen eine graubraune Farbe. Die Flügelspannweite beträgt 16 bis 24 Millimeter. Die Raupe ist orange-rot mit schwarzem Kopf.

### Ähnliche Arten
- Rhyacionia pinicolana (Doubleday, 1849)

## Vorkommen
Der Kieferntriebwickler lebt in jungen Kiefernwäldern und ist ein Schädling der Waldkiefer. Die Flugzeit der erwachsenen Tiere ist Juni und Juli, während warmer Dämmerungen.

## Lebensweise
Das Weibchen legt die befruchteten Eier einzeln an die Knospen und die Nadelscheiden der Kiefer, woraus Ende Juli die Raupen schlüpfen. Zunächst verspeisen sie die umliegenden Nadeln und bohren sich dann in die seitlichen Triebe, wo sie überwintern. Im Frühjahr nagen sie sich in Richtung der zentraleren Triebe weiter. Im Juni des neuen Jahres verpuppen sie sich innerhalb von drei Wochen. Die Raupe dieser Wickler-Art ist ein Minierer, da sie ihre Wirtspflanze aushöhlt und keine Blätter zusammenspinnt.

## Schadwirkung
Der Kieferntriebwickler ist ein Forstschädling. Seine Raupe frisst die Nadeln der Waldkiefer, miniert die Triebspitzen und vernichtet zwei bis drei Knospen je Raupe während der Entwicklungszeit. Die abgestorbene Triebspitze wird im nächsten Jahr durch mehrere Triebspitzen ersetzt.

## Natürliche Feinde
Zu den Larvenparasiten von Rhyacionia buoliana gehören die Schlupfwespe Temelucha interruptor, die Brackwespe Orgilus obscurator und die Erzwespe Perilampus tristis.